# Île Buka
Pour les articles homonymes, voir Buka (homonymie).
 (juillet 2022).
Si vous disposez d'ouvrages ou d'articles de référence ou si vous connaissez des sites web de qualité traitant du thème abordé ici, merci de compléter l'article en donnant les références utiles à sa vérifiabilité et en les liant à la section « Notes et références ».
L'île Buka est la seconde plus grande île de la région autonome de Bougainville en Papouasie-Nouvelle-Guinée. Elle fait géographiquement partie de l'archipel des Salomon. Elle est séparée de l'île Bougainville par le détroit de Buka (en).

## Histoire
L'île est occupée pour la première fois par des humains au Paléolithique, avec des preuves d'habitation humaine à la grotte de Kilu il y a environ 30 000 ans.
L'île est redécouverte le 4 juillet 1768 par Louis-Antoine de Bougainville lors de son voyage autour du monde. Baptisée ainsi parce que les insulaires se manifestaient, de leurs pirogues, aux cris de "Bouca ! Bouca !".
Au début du XXe siècle, des missionnaires catholiques prennent pied sur l’île dans des conditions difficiles, confrontés aux maladies telles le paludisme. Après de brefs passages à Hahalis, ils établissent une paroisse à Hanahan le 16 juillet 1921. 
Occupée par le Japon en mars 1942, l'île est un lieu de durs combats entre les armées alliées australienne et américaine et l'armée japonaise à partir de novembre 1943 durant les campagnes du Pacifique de la Seconde Guerre mondiale.

## Économie
L'île Buka possède un aéroport (code AITA : BUA).

## Langues
On y parle le hakö et le halia.